# 전자 비데

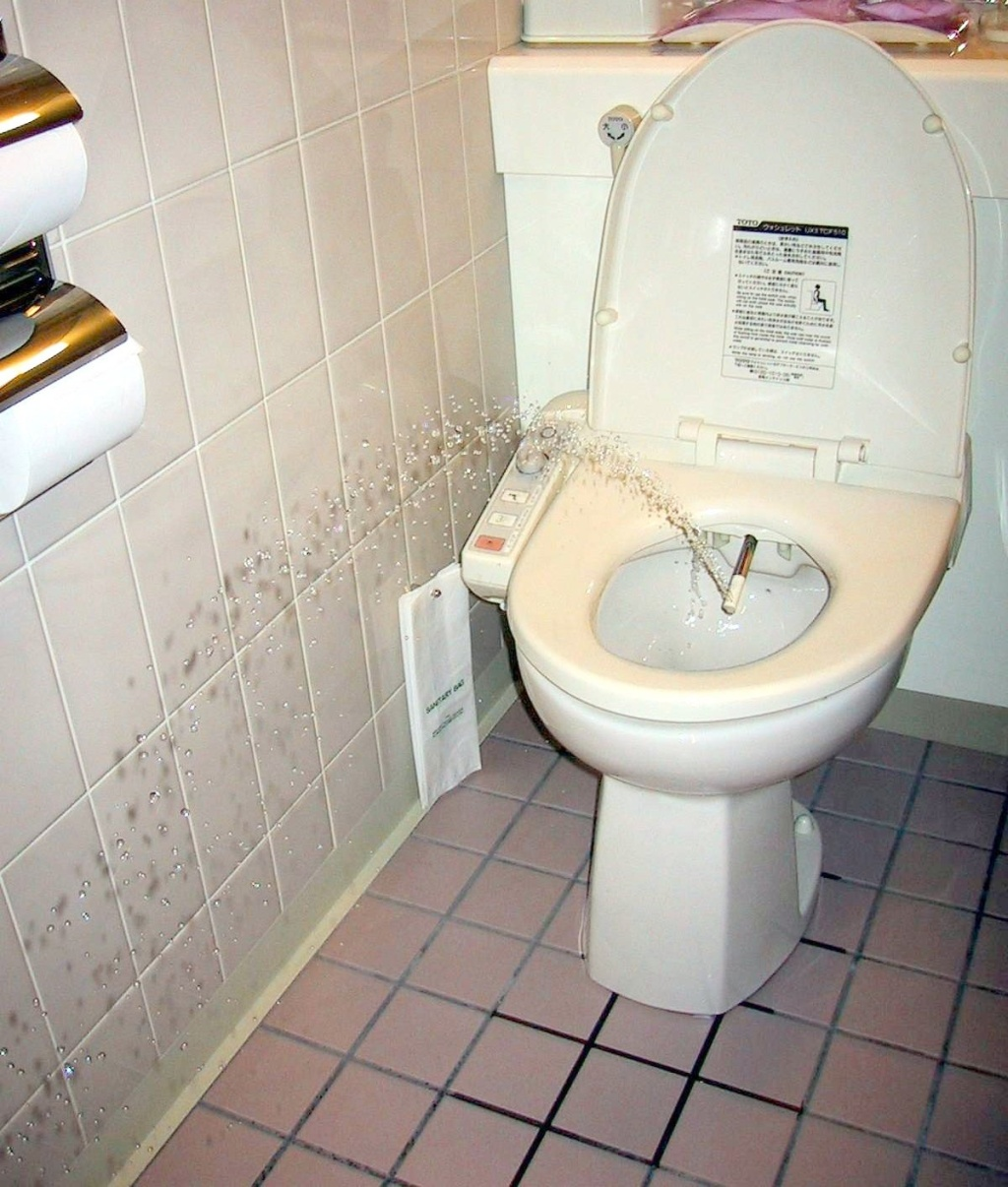
일본의 비데 스타일 화장실

전자 비데는  기존 화장실이나 화장실 자체의 일부에 부착된 좌석으로, 전기로 구동되며 전자 제어로 항문과 여성 생식기를 청소하기 위해 따뜻한 물을 분사하는 노즐이 있다. 이는 변기에 부착되지 않은 별도의 배관 설비인 기존의 비데를 대체한다. 이러한 유형의 비데에는 항문과 생식기 부위를 위한 조절 가능한 노즐이 측면 가장자리에 하나 있거나, 뒤쪽 가장자리에 두 개의 노즐이 있으며, 항문 주변을 세척할 수 있는 짧은 노즐이 있고, 여성들이 외음부를 세척할 수 있는 긴 노즐이 있다.

## 같이 보기
- 비데
- 변좌